# Église Sainte-Thérèse-de-l'Enfant-Jésus de Shanghai
L'église Sainte-Thérèse-de-l'Enfant-Jésus (大通路小德肋撒堂) est une église catholique de Shanghai en Chine. Elle dépend du diocèse de Shanghai et elle est consacrée à sainte Thérèse de l'Enfant-Jésus, patronne des missions catholiques et patronne secondaire de la France.

## Histoire et description
L'église Sainte-Thérèse-de-l'Enfant-Jésus est construite en 1931 dans le style néo-roman en briques avec deux tours en façade. Elle est construite à l'emplacement d'une église consacrée à saint Joseph détruite en 1927 pendant des émeutes révolutionnaires. Les travaux de construction débutent le 30 octobre 1930 et se terminent l'année suivante. Elle est consacrée le 3 octobre 1931 par Mgr Auguste Haouissée S.J., vicaire apostolique de Nankin (il deviendra le premier vicaire apostolique de Shanghai en 1933).
Après la naissance de la république populaire de Chine en 1949, les missionnaires français sont chassés de Chine. Pendant la révolution culturelle, l'église est vandalisée et fermée au culte. Elle est transformée en atelier de production. Elle retourne à la communauté catholique en 1990 et le culte reprend en 1993, après restauration de l'intérieur. 

## Source de la traduction
- (ru) Cet article est partiellement ou en totalité issu de l’article de Wikipédia en russe intitulé « Церковь Святой Терезы (Шанхай) » (voir la liste des auteurs).